# Gray Maynard
Bradley Gray Maynard (Phoenix, 9 de maio de 1979) é um lutador profissional de MMA e um wrestler amador americano. Atualmente, concorre como um lutador de MMA na categoria de Peso Leve do UFC. Cravou um dos nocautes mais rápidos da história do UFC em 9 segundos contra Joe Veres. Em março de 2012, Maynard é classificado como o lutador # 4 peso leve do mundo por Sherdog. Maynard apareceu no programa  Supernanny ensinando filho de 7 anos de idade da família sobre MMA no ginásio Randy Couture. Maynard também foi treinador assistente de wrestling ao lado de Forrest Griffin e Tyson Griffin e com treinador Rich Franklin no último episódio da 11 ª temporada de The Ultimate Fighter.

## Início da vida
O pai Maynard, Jan, era foi duas vezes de alta escola estadual campeão de wrestling de Ohio. Ele também tem uma irmã chamada Misty.
Maynard foi Bonanza da High School em Las Vegas e transferidos para St. Edward Ensino Médio em Lakewood, Ohio, durante dois anos e destacou em seu programa de wrestling. Em 1997, ele ficou em segundo lugar no  Ohio da High School Athletic Association (OHSAA) campeonato estadual na categoria de peso £ 140 para a Divisão I. Em 1998, ele foi o campeão estadual na classe 152 lb. Seu registro colégio era um 135-16 impressionante, inclusive sendo derrotado em seu segundo ano e no ano sênior. Seu apelido de "Bully" veio de seu cão, Hank, um bull terrier que ele salvou.
Maynard lutou ao lado de ex-campeão  meio-pesado do UFC Rashad Evans na Michigan State University, eles também foram companheiros de quarto.
Em 2001, em oitavo lugar na I Divisão da NCAA Collegiate Wrestling Championship na classe de peso 157 lb. Em 2002 e 2003, ele ocupou o sétimo lugar. Ganhou as honras do MSU co-capitão All-American pela terceira vez em sua carreira colegial. Após a sua graduação, Maynard classificado com 11º de todos os tempos na história MSU com 106 vitórias na carreira e 7º com 26 quedas.
Ele foi então recrutado para ser um parceiro de treino para lutador de artes marciais e ex-campeão Lightweight do UFC BJ Penn. Com a sua exposição ao novo esporte, Maynard procurou competir nele. Com suas conexões de wrestling, ele se tornou um parceiro do estudante e formação de UFC Hall of Fame Randy Couture. Em uma entrevista com Fightlockdown.com, Maynard afirmou que ele acreditava que ele era o lutador mais completo na categoria leve do UFC.

## As artes marciais misturadas

### The Ultimate Fighter
Maynard era um concorrente em The Ultimate Fighter 5, que contou com leves exclusivamente. Ele foi selecionado por BJ Penn para estar em sua equipe e foi escolha de Penn para torná-lo para as finais.
Maynard venceu Wayne Weems na rodada preliminar. Nas quartas, Maynard enfrentou Brandon Melendez em um confronto difícil e venceu a luta com uma guilhotina no segundo round. Ele perdeu a disputa semifinal na segunda rodada contra o Nate Diaz, devido à guilhotina.
Como parte do card preliminar em 23 de junho de 2007 do The Ultimate Fighter 5 Finale, Maynard lutou Rob Emerson em uma luta polêmica. Maynard parecia estar no controle da luta no primeiro round. Durante a segundo round, ele pegou Emerson e bateu-lhe no chão. Emerson imediatamente parou por causa de uma lesão nas costelas. O árbitro acredita que Maynard também não podia continuar porque ele parecia ter batido a cabeça no chão e bateu devido à força de sua própria batida. Uma vez que ambos os lutadores não poderia continuar, o árbitro deu um "No Contest". Maynard não concordou, e citou os médicos do lado do octógono, que, após o teste Maynard, descobri que ele tinha sofrido nenhum concussão durante a luta.

### Ultimate Fighting Championship
Em sua luta seguinte, ele enfrentou Joe Veres no UFC Fight Night 11 e ganhou com o primeiro soco, depois de nove segundos. Foi a nocaute o segundo mais rápido na história do UFC. Em seguida Maynard conquistou uma vitória por decisão unânime sobre Dennis Siver em UFC Fight Night 12 ganhando dezenas de 29-28, 29-28 e 30-27.
No UFC Fight Night 13, ele enfrentou destaque leve Frankie Edgar na primeira luta da rivalidade Frankie Edgar vs Gray Maynard. Maynard venceu na decisão unânime 30-27 de todos os juízes para ser a primeira derrota de Edgar. Ele usou seu wrestling superior a controlar a luta, vencendo uma decisão.
Maynard ganhou uma decisão unânime sobre Rich Clementi em UFC 90. Em sua luta, Maynard mais uma vez mostrou seu wrestling superior como ele controlava Clementi no chão por 3 rounds. Maynard, em seguida, lutou em UFC 96, contra leve Jim Miller, vencendo por decisão unânime, mais uma vez, com todos os três juízes marcar a luta 30-27. Maynard manteve a luta em pé invertendo suas habilidades de luta livre com excelente defesa de quedas e exibidos sólidas habilidades em pé. Ele venceu Roger Huerta por decisão dividida em UFC Fight Night 19.
Maynard derrotou o campeão dos leve TUF 5 Nate Diaz por decisão dividida em UFC Fight Night 20. Depois ele derrotou Kenny Florian em 28 de agosto, 2010 no  UFC 118 por decisão unânime (30-27, 30 - 27, 29-28), Maynard levou-o à vontade e Florian controlado sobre o chão, tornando-se o número um concorrente para o Cinturão dos leves do UFC.
Em uma Luta da Noite, Maynard lutou com o ex-campeão Frankie Edgar terminando em um empate em 1 de janeiro de 2011, o UFC 125, resultando em Edgar mantendo seu cinturão. Os primeiros relatos eram de que o ex-campeão do WEC Anthony Pettis seria o próximo na disputa do título, mas Dana White anunciou mais tarde que, Edgar vs Maynard 3 seria a luta pelo título leve em UFC 130. Em 9 de maio, foi anunciado que as lesões forçando a luta ser removida do card. A terceira luta entre Edgar e Maynard teve lugar em 8 de outubro de 2011 como o principal evento de UFC 136. Maynard foi derrotado por Edgar por KO aos 3:54 do round 4, resultando na perda de primeiro oficial de sua carreira.
Em 21 novembro de 2011 o treinador de boxe de Maynard, Gil Martinez, disse MMA Show, que Maynard estaria deixando o ginásio Xtreme Couture. Ele se tornou um membro da Nova União.
Maynard enfrentou Clay Guida no dia 22 de junho de 2012, no UFC no FX 4. A luta não se desencadeou como o esperado para o ex desafiante do cinturão. Clay Guida, adotou um jogo cauteloso e seguro o que causou um enorme aborrecimento da torcida pelo fato de ser o evento principal, assim como o do próprio Maynard. Após 3 rounds só golpeando na longa e na média distância no octógono, Clay Guida recebeu muitas vaias da torcida e fez com que Gray Maynard se irritasse no meio do combate. Partindo para cima de Clay Guida fazendo gestos obsenos e chamando Clay Guida para o combate numa trocação franca. Após tomar uma sequência de golpes aplicado por Clay Guida, parte para uma entrada de queda no double-leg, mas Gray Maynard faz o spraw evitando a queda e aplica uma guilhotina que quase saiu bem sucedida, mas Clay Guida como muita técnica e força consegue se livrar. No último round Clay Guida consegue acerta um belo chute após uma sequência de golpes que leva Gray Maynard a ficar grogue, mas o mesmo no momento de adrenalina se recupera rápido e provoca Clay Guida para o combate. Conseguindo se manter no centro no octógono, ambos diminuem a movimentação devido ao cansaço. Gray Maynard consegue acertar um belo overhand e logo depois de um tempo consegue aplicar no abdômen de Clay Guida antes que ele levantasse. No final com muitas vaias da torcida, Maynard consegue vencer por decisão divida e conquistando alguns fãs.
Maynard era esperado para enfrentar Joe Lauzon no dia 29 de dezembro de 2012, no UFC 155. Porém foi obrigado a se retirar da luta devido à uma lesão e foi substituído por Jim Miller.
Maynard foi derrotado por TJ Grant no dia 25 de maio de 2013, no UFC 160 por Nocaute Técnico ainda no primeiro round.
Maynard enfrentou novamente Nate Diaz no The Ultimate Fighter 18 Finale, no dia 30 de novembro de 2013. Maynard começou bem, mas Diaz com uma sequência avassaladora de socos o deixou grogue e fez com o que o árbitro encerrasse o combate no 1º round com uma vitória por nocaute técnico para Diaz, encerrando essa trilogia.
Maynard era esperado para enfrentar Fabrício Camões em 2 de agosto de 2014 no UFC 176. No entanto, devido a uma lesão de José Aldo que faria o evento principal, o evento foi cancelado. A luta então foi movida para o UFC Fight Night: Bader vs. St. Preux em 16 de agosto de 2014. No entanto, devido a uma lesão de Abel Trujillo, Maynard foi movido para uma luta contra Ross Pearson no mesmo evento.
Maynard enfrentou Alexander Yakovlev em 4 de abril de 2015 no UFC Fight Night: Mendes vs. Lamas. Ele perdeu por decisão unânime.

## Vida pessoal
Maynard e sua namorada de longa data estão noivos.
Atualmente Gray Maynard é co-estrelar o filme Submission com Ving Rhames e Ernie Reyes Jr.

## Campeonatos e realizações

### Artes Marciais Misturadas
- Ultimate Fighting Championship
  - Luta da Noite (Gray Maynard vs Rob Emerson)
  - Luta da Noite (Dennis Siver vs Gray Maynard)
  - Luta da Noite (Frankie Edgar vs Gray Maynard)
  - Luta do Ano de 2011 (Frankie Edgar vs Gray Maynard)
  - Semi-Finalista Torneio Leve The Ultimate Fighter 5

### Wrestling Amador
- National Collegiate Athletic Association
  - Divisão I (NCAA) 157 lb - 8 º lugar de Michigan State University (2001)
  - Divisão I (NCAA) 157 lb - 7 º lugar de Michigan State University  (2002)
  - Divisão I (NCAA) 157 lb - 7 º lugar de Michigan State University  (2003)
  - NCAA Division I All-American (2001, 2002, 2003)

## Cartel no MMA
| Cartel no MMA   |             |            |
| 22 lutas        | 13 vitórias | 7 derrotas |
| Por nocaute     | 2           | 5          |
| Por finalização | 0           | 0          |
| Por decisão     | 11          | 2          |
| Empates         | 1           | 1          |
| No contest      | 1           | 1          |

| Res.    | Cartel     | Oponente           | Método                                    | Evento                                  | Data       | Round | Tempo | Local                     | Notas                                                             |
| ------- | ---------- | ------------------ | ----------------------------------------- | --------------------------------------- | ---------- | ----- | ----- | ------------------------- | ----------------------------------------------------------------- |
| Derrota | 13-7-1 (1) | Nik Lentz          | Nocaute Técnico (chute na cabeça e socos) | UFC 229: Khabib vs. McGregor            | 06/10/2018 | 2     | 1:19  | Las Vegas, Nevada         |                                                                   |
| Vitória | 13-6-1 (1) | Teruto Ishihara    | Decisão (unânime)                         | The Ultimate Fighter: Redemption Finale | 07/07/2017 | 3     | 5:00  | Las Vegas, Nevada         |                                                                   |
| Derrota | 12-6-1 (1) | Ryan Hall          | Decisão (unânime)                         | The Ultimate Fighter 24 Finale          | 03/12/2016 | 3     | 5:00  | Las Vegas, Nevada         |                                                                   |
| Vitória | 12-5-1 (1) | Fernando Bruno     | Decisão (unânime)                         | The Ultimate Fighter 23 Finale          | 08/07/2016 | 3     | 5:00  | Las Vegas, Nevada         | Estréia no Peso Pena                                              |
| Derrota | 11-5-1 (1) | Alexander Yakovlev | Decisão (unânime)                         | UFC Fight Night: Mendes vs. Lamas       | 04/04/2015 | 3     | 5:00  | Fairfax, Virginia         |                                                                   |
| Derrota | 11-4-1 (1) | Ross Pearson       | Nocaute Técnico (socos)                   | UFC Fight Night: Bader vs. St. Preux    | 16/08/2014 | 2     | 1:35  | Bangor, Maine             |                                                                   |
| Derrota | 11-3-1 (1) | Nate Diaz          | Nocaute Técnico (socos)                   | The Ultimate Fighter 18 Finale          | 30/11/2013 | 1     | 2:58  | Las Vegas, Nevada         |                                                                   |
| Derrota | 11-2-1 (1) | TJ Grant           | Nocaute Técnico (socos)                   | UFC 160: Velasquez vs. Pezão II         | 25/05/2013 | 1     | 2:07  | Las Vegas, Nevada         | Pela vaga de desafiante nº 1 ao Cinturão Peso Leve do UFC.        |
| Vitória | 11–1–1 (1) | Clay Guida         | Decisão (dividida)                        | UFC on FX: Maynard vs. Guida            | 22/06/2012 | 5     | 5:00  | Atlantic City, New Jersey |                                                                   |
| Derrota | 10–1–1 (1) | Frankie Edgar      | Nocaute (socos)                           | UFC 136:Edgar x Maynard III             | 08/10/2011 | 4     | 3:54  | Houston, Texas            | Pelo Cinturão Peso Leve do UFC.                                   |
| Empate  | 10–0–1 (1) | Frankie Edgar      | Empate (dividido)                         | UFC 125: Resolution                     | 01/01/2011 | 5     | 5:00  | Las Vegas, Nevada         | Pelo Cinturão Peso Leve do UFC; Luta da Noite; Luta do Ano(2011). |
| Vitória | 10–0 (1)   | Kenny Florian      | Decisão (unânime)                         | UFC 118: Edgar vs. Penn II              | 28/08/2010 | 3     | 5:00  | Boston, Massachusetts     | Tornou-se o desafiante n°1 do Cinturão Peso Leve do UFC           |
| Vitória | 9–0 (1)    | Nate Diaz          | Decisão (dividida)                        | UFC Fight Night: Maynard vs. Diaz       | 11/01/2010 | 3     | 5:00  | Fairfax, Virginia         |                                                                   |
| Vitória | 8–0 (1)    | Roger Huerta       | Decisão (dividida)                        | UFC Fight Night: Diaz vs. Guillard      | 16/09/2009 | 3     | 5:00  | Oklahoma City, Oklahoma   |                                                                   |
| Vitória | 7–0 (1)    | Jim Miller         | Decisão (unânime)                         | UFC 96: Jackson vs. Jardine             | 07/03/2009 | 3     | 5:00  | Columbus, Ohio            |                                                                   |
| Vitória | 6–0 (1)    | Rich Clementi      | Decisão (unânime)                         | UFC 90: Silva vs Côté                   | 25/10/2008 | 3     | 5:00  | Rosemont, Illinois        |                                                                   |
| Vitória | 5–0 (1)    | Frankie Edgar      | Decisão (unânime)                         | UFC Fight Night: Florian vs. Lauzon     | 02/04/2008 | 3     | 5:00  | Broomfield, Colorado      |                                                                   |
| Vitória | 4–0 (1)    | Dennis Siver       | Decisão (unânime)                         | UFC Fight Night: Swick vs. Burkman      | 23/01/2008 | 3     | 5:00  | Las Vegas, Nevada         |                                                                   |
| Vitória | 3–0 (1)    | Joe Veres          | Nocaute (soco)                            | UFC Fight Night: Thomas vs. Florian     | 19/09/2007 | 1     | 0:09  | Las Vegas, Nevada         |                                                                   |
| NC      | 2–0 (1)    | Rob Emerson        | Sem Resultado (nocaute duplo)             | The Ultimate Fighter 5 Finale           | 23/06/2007 | 2     | 0:39  | Las Vegas, Nevada         | Os dois lutadores não tinham condições de continuar a luta.       |
| Vitória | 2–0        | Brent Weedman      | Decisão (unânime)                         | WEF: Orleans Arena                      | 10/06/2006 | 3     | 5:00  | Las Vegas, Nevada         |                                                                   |
| Vitória | 1–0        | Joshua Powell      | Nocaute Técnico (socos)                   | Title Fighting Championships 1          | 21/04/2006 | 1     | 2:56  | Des Moines, Iowa          |                                                                   |